# Sakti Mazumdar
Sakti M. Mazumdar (bengalisch শক্তি মজুমদার Śakti Majumadār; * 13. November 1931; † 21. Mai 2021 in Kalkutta) war ein indischer Boxer.

## Werdegang
Sakti Mazumdar nahm an den Olympischen Sommerspielen 1952 in Helsinki teil. Im Fliegengewichtturnier erreichte er nach einem Walkover die zweite Runde. Dort schied er gegen den Südkoreaner Han Soo-an aus.
Des Weiteren wurde Mazumdar zwei Mal indischer Meister und war nach seiner Boxkarriere als Trainer tätig.
Sakti Mazumdar starb am 21. Mai 2021 im Alter von 89 Jahren an einem Herzinfarkt in seinem Haus in Kalkutta.